# Congé-sur-Orne
Congé-sur-Orne és un municipi francès situat al departament del Sarthe i a la regió de País del Loira. L'any 2007 tenia 301 habitants.

## Demografia

### Població
El 2007 la població de fet de Congé-sur-Orne era de 301 persones. Hi havia 105 famílies de les quals 24 eren unipersonals (8 homes vivint sols i 16 dones vivint soles), 28 parelles sense fills i 53 parelles amb fills.
La població ha evolucionat segons el següent gràfic:
Habitants censats

### Habitatges
El 2007 hi havia 154 habitatges, 111 eren l'habitatge principal de la família, 36 eren segones residències i 7 estaven desocupats. 152 eren cases i 2 eren apartaments. Dels 111 habitatges principals, 91 estaven ocupats pels seus propietaris, 17 estaven llogats i ocupats pels llogaters i 2 estaven cedits a títol gratuït; 2 tenien una cambra, 4 en tenien dues, 20 en tenien tres, 22 en tenien quatre i 62 en tenien cinc o més. 82 habitatges disposaven pel capbaix d'una plaça de pàrquing. A 37 habitatges hi havia un automòbil i a 64 n'hi havia dos o més.

### Piràmide de població
La piràmide de població per edats i sexe el 2009 era:
| Homes | Edats   | Dones |
| ----- | ------- | ----- |
| 0     | 95 o +  | 0     |
| 0     | 90 a 94 | 0     |
| 0     | 85 a 89 | 0     |
| 0     | 80 a 84 | 0     |
| 4     | 75 a 79 | 8     |
| 8     | 70 a 74 | 8     |
| 8     | 65 a 69 | 8     |
| 4     | 60 a 64 | 12    |
| 0     | 55 a 59 | 8     |
| 4     | 50 a 54 | 0     |
| 8     | 45 a 49 | 8     |
| 4     | 40 a 44 | 4     |
| 24    | 35 a 39 | 16    |
| 12    | 30 a 34 | 8     |
| 8     | 25 a 29 | 16    |
| 4     | 20 a 24 | 4     |
| 8     | 15 a 19 | 8     |
| 16    | 10 a 14 | 16    |
| 12    | 5 a 9   | 20    |
| 20    | 0 a 4   | 12    |

## Economia
El 2007 la població en edat de treballar era de 187 persones, 148 eren actives i 39 eren inactives. De les 148 persones actives 136 estaven ocupades (71 homes i 65 dones) i 12 estaven aturades (4 homes i 8 dones). De les 39 persones inactives 9 estaven jubilades, 21 estaven estudiant i 9 estaven classificades com a «altres inactius».

### Ingressos
El 2009 a Congé-sur-Orne hi havia 125 unitats fiscals que integraven 329 persones, la mediana anual d'ingressos fiscals per persona era de 17.197 €.

### Activitats econòmiques
Dels 12 establiments que hi havia el 2007, 3 eren d'empreses de construcció, 1 d'una empresa de comerç i reparació d'automòbils, 1 d'una empresa d'hostatgeria i restauració, 1 d'una empresa d'informació i comunicació, 1 d'una empresa financera, 1 d'una empresa immobiliària, 2 d'empreses de serveis i 2 d'empreses classificades com a «altres activitats de serveis».
Dels 4 establiments de servei als particulars que hi havia el 2009, 3 eren fusteries i 1 restaurant.
L'any 2000 a Congé-sur-Orne hi havia 18 explotacions agrícoles que ocupaven un total de 1.032 hectàrees.

## Poblacions més properes
El següent diagrama mostra les poblacions més properes.